# Aeronca Aircraft
Aeronca, contração de Aeronautical Corporation of America, localizada em Middletown, Ohio, é uma fabricante estadunidense de componentes de motor e de estruturas mecânicas de aeronaves, para a aviação comercial e para a indústria de defesa. Nos anos 30 e 40 foi a maior produtora da aviação geral de aeronaves, e também produziu os motores para alguns dos primeiros projetos.
A Aeronca hoje faz parte de uma divisão da Magellan Aerospace, produzindo aeronaves, mísseis, e componentes de veículos espaciais no mesmo local ao lado do campo Hook em Middletown.

## História

### Origens
A Aeronca Aircraft Corporation foi fundada em 11 de novembro de 1928 em Cincinnati, Ohio.
Bancada por suporte financeiro e político da proeminente família Taft, do futuro senador de Ohio Robert A. Taft, que foi um dos diretores da empresa, a Aeronca foi a primeira empresa bem sucedida em construir aeronaves para a aviação geral. Quando sua produção foi encerrada em 1951, a Aeronca havia vendido um total de 17.408 aeronaves em 55 modelos.
A produção começou com o Aeronca C-2 monoplano, também chamado de "Banheira Voadora", em 1929. O próximo maior modelo foi o Aeronca Scout de 1937, um biposto, que foi desenvolvido para o Aeronca Chief e o Aeronca Super Chief do ano seguinte.
Em 1937 uma grande enchente destruiu a fabrica da Aeronca, onde foram perdidas os projetos e os desenhos dos modelos, fazendo com que a empresa mudasse de lugar para Middletown, de onde o primeiro modelo do novo lugar foi feito em 5 de junho de 1940.

### Segunda Guerra Mundial
O Aeronca Defender, uma versão para treino do Aeronca Chief com um banco traseiro maior, foi usado para treinar muitos dos pilotos que voaram na Segunda Guerra Mundial. Vários desenhos de observação e aviões de ligação também foram produzidos durante e depois da guerra, incluindo o L-3, L-16 e O-58.

### Pós-guerra
Em 1945, com o final da Segunda Guerra, a Aeronca voltou a fabricação de aviões civis, lançando dois novos modelos o 7AC Champion e o 11AC Chief, que entre 1945 e 1951 foram produzidos 8.000 Champions e 2.000 Chiefs.

### Novo proprietário
A Aeronca cessou a produção de aeronaves leves em 1951, e em 1954 vendeu o design do Champion para a nova Champion Aircraft Corporation de Osceola, Wisconsin, que continuou construíndo variações do Champion, bem como a melhor derivação do design, o Citabria. Em 1978 a Aeronca planejou o início de produção de aeronaves novamente com um protótipo o Foxjet ST600, mas o projeto foi cancelado. Hoje a Aeronca produz componentes para companhias aeroespaciais como Boeing, Northrop Grumman Corporation, Lockheed Martin e Airbus.

## Aeronaves
| - Aeronca 6 - Aeronca 7 Champion - Aeronca 9 Arrow - Aeronca 11 Chief - Aeronca 11CC Super Chief - Aeronca 12 Chum - Aeronca 15 Sedan - Aeronca 50 Chief - Aeronca 60 Tandem - Aeronca 65 Super Chief - Aeronca Champion - Aeronca Arrow - Aeronca Chief - Aeronca Chum | - Aeronca Sedan - Aeronca Tandem - Aeronca Super Chief - Aeronca Defender - Aeronca C-1 Cadet - Aeronca C-2 - Aeronca C-3 - Aeronca C-100 - Aeronca CF Scout - Aeronca K - Aeronca KC Scout - Aeronca KCA Chief - Aeronca KF Chief - Aeronca KM Chief | - Aeronca KS Sea Scout - Aeronca L - Aeronca LA - Aeronca LB - Aeronca LC - Aeronca LCS - Aeronca LW - Aeronca LNR - Aeronca L-3 Grasshopper - Aeronca O-58 Grasshopper - Aeronca L-16 - Aeronca TG-5 - Aeronca TG-33 - Aeronca Monowheel Racer |  |

## Motores
- Aeronca E-107
- Aeronca E-113

## Mostra em museus
- Mid-Atlantic Air Museum, Reading, Pennsylvania

1936 Aeronca C-3 Master
1937 Aeronca Model "K"
- Canada Aviation Museum, Rockcliffe Park (Ottawa), Ontário

Aeronca C-2 registrado como CF-AOR

## Imagens
| {{{caption}}}                          |
| Aeronca C-2 no Canada Aviation Museum. |

| {{{caption}}}                                         |
| Aeronca 11AC Chief no Aeroporto de Kemble Inglaterra. |

| {{{caption}}}                                           |
| Aeronca 7AC Champion no Aeroporto de Kemble Inglaterra. |

| {{{caption}}}                                           |
| Aeronca 15AC Sedan em Rockcliffe Park, Ottawa, Ontário. |